# Crithagra burtoni
El serín de Burton (Crithagra burtoni) es una especie de ave paseriforme de la familia Fringillidae propia del África ecuatorial.

## Distribución
Se encuentra en Angola, Burundi, Camerún, República Democrática del Congo, Kenia, Nigeria, Ruanda, Tanzania y Uganda.